# Alemania en los Juegos Olímpicos de Milán-Cortina d'Ampezzo 2026
Alemania participará en los Juegos Olímpicos de Milán-Cortina d'Ampezzo 2026. Responsable del equipo olímpico es la Confederación Deportiva Olímpica Alemana.